# Gmina Gościno
Gmina Gościno là một gmina nông thôn thành thị (quận hành chính) ở hạt Kołobrzeg, West Pomeranian Voivodeship, ở phía tây bắc Ba Lan. Chỗ ngồi của nó là thị trấn Gościno, nằm khoảng 14 kilômét (9 mi) về phía đông nam của Kołobrzeg và 100 km (62 mi) về phía đông bắc của thủ đô khu vực Szczecin.
Gmina có diện tích 116,04 kilômét vuông (44,8 dặm vuông Anh) và tính đến năm 2006, tổng dân số của nó là 5.136. Trước năm 2011, nó được xếp vào loại gmina nông thôn, trở thành nông thôn thành thị vào ngày 1 tháng 1 năm 2011 khi Gościno trở thành một thị trấn.

## Làng
Ngoài thị trấn Gościno, các gmina chứa các làng và các khu định cư của Dargocice, Gościno-Dwór, Jarogniew, Jeziorki, Kamica, Karkowo, Lubkowice, Mołtowo, Myślino, Ołużna, Pławęcino, Pobłocie Nam, Ramlewo, Robuń, Sikorzyce, Skronie, Wartkowo, Wierzbka Dolna, Wierzbka Górna và Ząbrowo.

## Gminas lân cận
Gmina Gościno giáp với gminas của Dygowo, Karlino, Kolobrzeg, Ryman, Siemysl và Sławoborze.

## Tên tiếng Đức
Một số địa điểm (đơn vị hành chính được gọi bằng tiếng Ba Lan ′ Sołectwa) trong và gần quận được liệt kê bên dưới với tên tiếng Đức của họ (trong ngoặc):
- Dargocice (Eickstedtswalde)
- Karkowo (Karkow)
- Mołtowo (Moltow)
- Myślino (Moitzlin)
- Ołużna (Seefeld)
- Pławęcino (Plauenthin)
- Pobłocie Małe (Klein Pobloth)
- Ramlewo (Ramelow)
- Robuń (Rabuhn)
- Wartkowo (Wartekow)
- Ząbrowo (Semmerow)

Các địa phương khác:
- Gościno-Dwór (Groß Jestin-Gut)
- Jarogniew (Karlshof)
- Jeziorki (Seehof)
- Kamica (Kämitz)
- Lubkowice (Johannisberg)
- Sikorzyce (Meisegau)
- Skronie (Krühne)
- Wierzbka Dolna (Groß Vorbeck)
- Wierzbka Górna (Klein Vorbeck).

Các địa phương lân cận:
- Dyelloo (Degow)
- Kołobrzeg (Kolberg)
- Rymań (La Mã)
- Siemyśl (Simötzel) ở Powiat Kołobrzeski,
- Karlino (Körlin) trong Powiat Białogardzki (Kreis Bỉard (Persante))
- Sławoborze (Stolzenberg) ở Powiat Świdwiński (Kreis Scheelsbein)